# Simulium duodenicornium
Simulium duodenicornium es una especie de insecto del género Simulium, familia Simuliidae, orden Diptera.
Fue descrita científicamente por Pipinelli, Hamada & Trivinho-Strixino, 2005.